# Heinz Otto Luthe
Heinz Otto Luthe (* 1938) ist ein deutscher Soziologe.

## Leben
Er studierte Soziologie, Volks- und Betriebswirtschaft in Würzburg und Köln, wo er am 29. Juli 1966 promoviert wurde und wissenschaftlicher Assistent war. Von 1965 bis 1977 wirkte er in verschiedenen Funktionen in Lausanne. In dieser Zeit war er zudem unter anderem Unesco-Berater in Kairo und lehrte an verschiedenen Universitäten im Nahen Osten. 1977 wurde er von der Kirchlichen Gesamthochschule Eichstätt auf eine Professur für Soziologie an der Abteilung Religionspädagogik und Kirchliche Bildungsarbeit berufen; 1979 dann auf einen Soziologie-Lehrstuhl an der Geschichts- und Gesellschaftswissenschaftlichen Fakultät in Eichstätt.

## Schriften (Auswahl)
- Interpersonale Kommunikation und Beeinflussung. Beitrag zu einer soziologischen Theorie der Kommunikation. Enke, Stuttgart 1968, OCLC 876309062 (zugleich Dissertation, Köln 1966).
- Soziale Welt – soziologische Welt (= Eichstätter Hochschulreden. Band 24). Minerva-Publikation, München 1981, ISBN 3-597-30024-3.
- Distanz. Untersuchung zu einer vernachlässigten Kategorie (= Sozialphilosophische Studien. Band 3). Fink, München 1985, ISBN 3-7705-2283-4.
- als Herausgeber mit Heiner Meulemann: Wertwandel – Faktum oder Fiktion? Bestandsaufnahmen und Diagnosen aus kultursoziologischen Sicht. Campus-Verlag, Frankfurt am Main/New York 1988, ISBN 3-593-34037-2.
- Komik als Passage. Fink, München 1992, ISBN 3-7705-2826-3.
- Soziologie und katholische Schule (= Handbuch katholische Schule. Band 2. Pädagogische Beiträge. Heft 8). Bachem, Köln 1992, ISBN 3-7616-1055-6.
- als Herausgeber mit Rainer E. Wiedenmann: Ambivalenz. Studien zum kulturtheoretischen und empirischen Gehalt einer Kategorie der Erschließung des Unbestimmten. Leske und Budrich, Opladen 1997, ISBN 3-8100-1913-5.
- als Herausgeber mit Marie-Thérèse Urvoy: Relations islamo-chrétiennes. Bilan et perspectives (= Studia arabica. Band 4). Éd. de Paris, Versailles 2006, ISBN 2-85162-182-3.
- als Herausgeber mit Carsten-Michael Walbiner: Anstoß und Aufbruch. Zur Rezeption der Regensburger Rede Papst Benedikts XVI. bei Christen und Muslimen (= Aufbrüche. Band 1). Winkler, Bochum 2008, ISBN 978-3-89911-105-7.
- als Herausgeber mit Peter Bruns: Vom Euphrat an die Altmühl. Die Forschungsstelle Christlicher Orient an der Katholischen Universität Eichstätt-Ingolstadt (= Eichstätter Beiträge zum christlichen Orient. Band 1). Harrassowitz, Wiesbaden 2012, ISBN 978-3-447-06644-0.
- als Herausgeber mit Peter Bruns: Orientalia Christiana. Feschrift für Hubert Kaufhold zum 70. Geburtstag (= Eichstätter Beiträge zum christlichen Orient. Band 3). Harrassowitz, Wiesbaden 2013, ISBN 978-3-447-06885-7.